# Studiolo di Cosimo I
Lo Studiolo di Cosimo I, o Tesoretto o Scrittoio del Duca, è un piccolo ambiente "segreto" di Palazzo Vecchio a Firenze.

## Storia e descrizione
Costruito verso il 1545 nel piano ammezzato del palazzo, a poca distanza dalla camera da letto di Cosimo (che si era trasferito a Palazzo Vecchio nel 1540), era costituito da una stanzetta quadrangolare coperta sulle pareti da armadi con coperchi lignei e con la volta dipinta ad affresco. L'ambiente, che ha una finestrella su via della Ninna, veniva usato come scrigno privato (dove quindi non entrava nemmeno la servitù) del Duca: doveva conservare non solo oggetti preziosi (per i quali esisteva anche una seconda stanzetta detta del tesoretto), ma documenti personali, oggetti rari e curiosità, piante medicinali e altri oggetti di interesse scientifico. Ci è stato tramandato infatti come il futuro Granduca amasse talvolta creare in prima persona rimedi medicinali con complessi procedimenti; queste creazioni venivano talvolta inviate anche come dono ad altri sovrani europei.
Nel 1559 lo stanzino venne ridecorato su progetto di Giorgio Vasari, che dipinse sul soffitto i quattro evangelisti, mentre la sua équipe creò nella volta le personificazioni delle Arti e delle Muse: la Pittura, la Scultura, l'Architettura e la Musica agli angoli; l'Astronomia, la Filosofia, la Poesia e la Geometria ai lati; al centro i Simboli degli evangelisti.
Questo fu il primo studiolo a venire costruito a Palazzo Vecchio, prima del più grande e celebre Studiolo di Francesco I, figlio di Cosimo. A differenza dello studiolo del padre, Francesco bandì qualsiasi raffigurazione religiosa dalla decorazione del suo studio privato e, per un maggiore isolamento, non fece aprire nessuna finestra.
Dello studiolo di Cosimo, raggiungibile da due scalette che partono dallo studiolo di Francesco, se ne persero le tracce durante il XVIII secolo, quando i Lorena dismisero l'uso del Palazzo. Fu riscoperto solo nel 1908, durante i lavori di restauro e ripristino generale che seguirono gli arbitrari interventi del periodo di Firenze Capitale.
Oggi i due studioli, a pochissima distanza l'uno dall'altro, sono visitabili con uno dei percorsi guidati di Muse. Esiste un'altra stanza, decorata dal pittore Bachiacca con figure vegetali e animali (1545), secondo il gusto per dettaglio minuto allora in voga, ma, più difficilmente accessibile, è in attesa di restauri.